# Ignaz von Sonnleithner

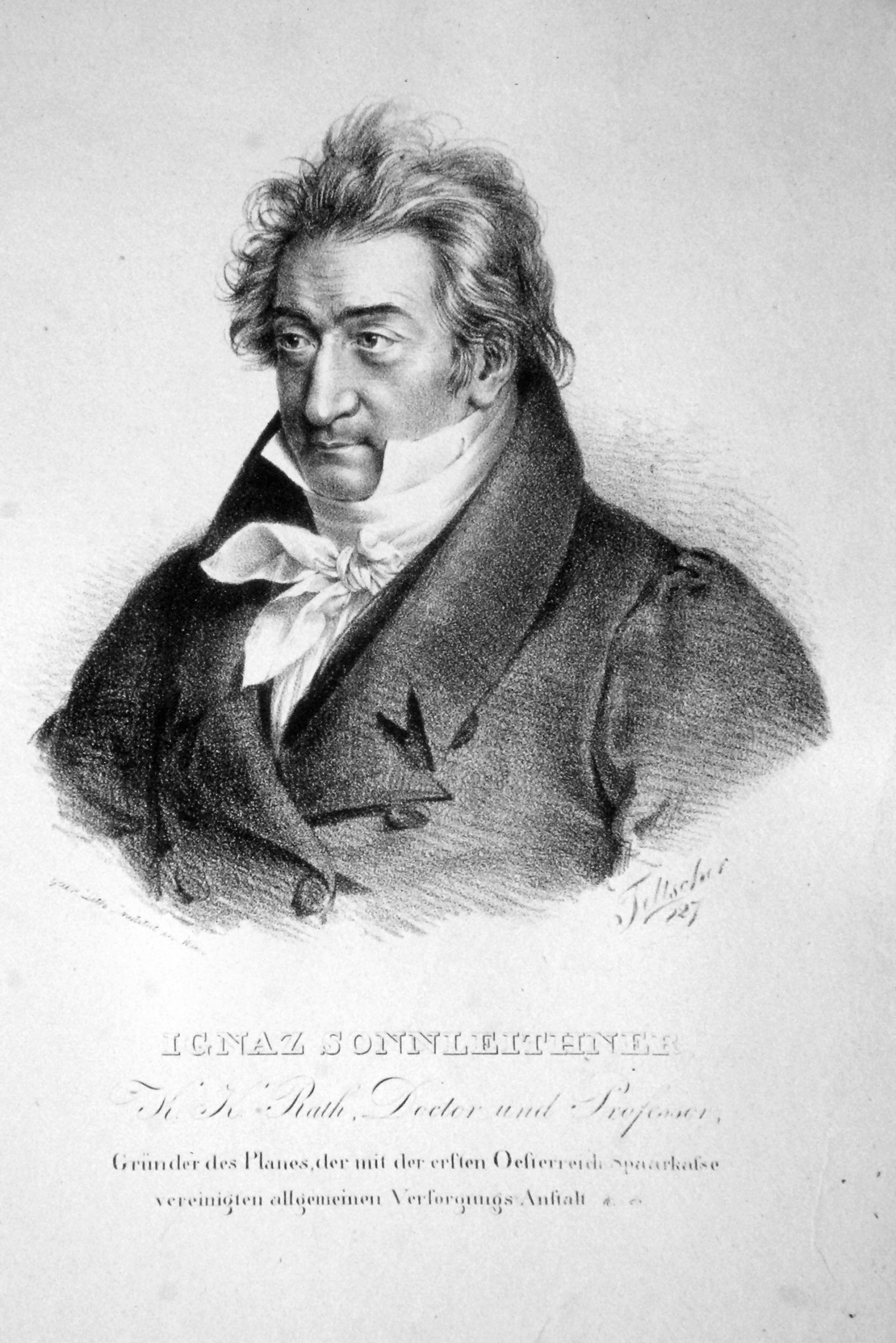
Ignaz von Sonnleithner, Lithographie von Josef Eduard Teltscher, 1827

Ignaz Sonnleithner, ab 1828 Ignaz Edler von Sonnleithner (* 30. Juli 1770 in Wien; † 27. November 1831 in Wien), Dr. jur., war ein österreichischer Jurist und Autor. Der von ihm von 1815 bis 1824 im Wiener Gundelhof geführte Sonnleithnersche Salon war der bedeutendste musikalische Salon des frühen Biedermeier.

## Familie
Sonnleithner war verheiratet mit Anna Putz (* 1773; † 1824). Er war der Sohn von Christoph Sonnleithner und Maria Anna Dobler (* 1739; † 1810). Einer seiner Söhne war Leopold von Sonnleithner. Sein Bruder war Joseph Sonnleithner. Seine Schwester Maria Anna Sonnleithner (* 1767; † 1819), ab 12. Januar 1789 verheiratet mit Wenzel Grillparzer (* 1760; † 1809), war die Mutter von Franz Grillparzer.
Sonnleithner wurde am 20. April 1828 in Wien mit Diplom vom 14. Juni 1828 in den österreichischen Adelsstand erhoben.

## Leben
Sonnleithner besuchte die Theresianische Ritterakademie und studierte danach Jura. 1794 wurde er zum Doktor iur. promoviert. 1795 bis 1829 war er Hof- und Gerichtsadvokat, 1801 bis 1810 außerordentlicher Professor für Handels- und Wechselrecht an der Universität Wien, 1803 bis 1829 Notar. Er war k. k. Rat. Außerdem war er Schriftsteller und Gründer der Allgemeinen Versorgungsanstalt. Er führte von 1815 bis 1824 den Sonnleithnerschen Salon, einen musikalischen Salon im Gundelhof, in dem zahlreiche Lieder von Franz Schubert uraufgeführt wurden („Schubertiaden“). Seine witzigen Aussprüche waren legendär und machten noch lange nach seinem Tod in Wien die Runde. In seinen Erinnerungen schreibt Eduard von Bauernfeld: „Grillparzers Onkel von mütterlicher Seite war ein berühmter Wiener Witzbold.“
Er wurde 1831 auf dem Matzleinsdorfer Friedhof im 5. Wiener Gemeindebezirk begraben. 1890 wurde die Sonnleithnergasse in Wien-Favoriten nach ihm benannt.

## Werke
- Versuch eines Leitfadens über das Oesterreichische Handlungs- und Wechselrecht, Verlag Anton Gassler, Wien 1801
- Gedanken über Banknoten, und öffentliche Fondsobligationen. Zur Beruhigung seiner Mitbürger. Verlag Andreas Gassler, Wien 1810
- Lehrbuch der Handelswissenschaft zum Gebrauche der Schüler des k. k. polytechnischen Institutes in Wien, Verlag Carl Gerold, Wien 1819
- Lehrbuch des österreichischen Handels- und Wechselrechtes, verbunden mit den gesetzlichen Vorschriften über die gewohnlichsten Rechtsverhältnisse der Handelsleute, Wien 1820 (Erstauflage), 1832 (2. Auflage)